# Ur Sulcus
Ur Sulcus ist der Name einer breiten Furche (Sulcus) beziehungsweise Rinne auf dem Jupitermond Ganymed. Sie befindet sich im Bereich von ungefähr 35° bis 60° nördlicher Breite und 170° bis 185° westlicher Länge auf der Jupiter abgewandten Seite Ganymeds, im nordwestlichen Bereich der Marius Regio, die viele Sulci aufweist.
Ur Sulcus hat eine Länge von circa 1000 Kilometern. Im Süden stößt sie auf den Nippur Sulcus, im Norden befindet sich, durch ein schmales Band hellen Oberflächenmaterials verbunden, als Verlängerung der Philae Sulcus. Der teilweise erodierte Krater Kadi zum Beispiel befindet sich mit einem mittleren Durchmesser von 87 Kilometern auf der Ur Sulcus auf circa 47° nördlicher Breite.
Sulci sind auf Ganymed durch tektonische Verwerfungen entstanden. Sie befinden sich in Gebieten mit einer relativ jungen und hellen Oberfläche. Vertiefungen im nördlichen Ur Sulcus haben eine nordöstliche Ausrichtung. In jüngeren Sulci wie Elam Sulcus und Nippur Sulcus haben sie eine nordwestliche Ausrichtung.

## Benennung
Einen Eigennamen erhielt der Sulcus 1985 von der Internationalen Astronomischen Union (IA). Er ist nach der mesopotamischen Stadt Ur benannt, in der der Mondgott Nanna verehrt wurde. Ein Asteroid des mittleren Hauptgürtels wurde 2001 ebenfalls nach Ur benannt: (22260) Ur.